# Anjali (album)
Pour les articles homonymes, voir Anjali.
Albums de Anjali
Sheer Witchery The World of Lady A
Anjali est le premier album studio de la chanteuse éponyme Anjali, sorti dans les bacs en 2000.

## Anjali
| 1.    | Lazy Lagoon                    | Anjali Bhatia; Spykid | 3:45 |
| 2.    | Space Lust (In the Space Dust) | Anjali Bhatia         | 3:56 |
| 3.    | Arabian Queen                  | Anjali Bhatia         | 4:40 |
| 4.    | Dusk                           | Anjali Bhatia         | 4:21 |
| 5.    | Strawberry Mousse              | Anjali Bhatia; Spykid | 3:58 |
| 6.    | Mistress of Disguise           | Anjali Bhatia         | 4:05 |
| 7.    | Nebula                         | Anjali Bhatia; Spykid | 4:45 |
| 8.    | Turquoise & Blue               | Anjali Bhatia         | 4:35 |
| 9.    | Kulu                           | Anjali Bhatia         | 3:32 |
| 10.   | Twilight World                 | Anjali Bhatia; Spykid | 3:19 |
| 11.   | Kali Came                      | Anjali Bhatia         | 3:33 |
| 44:34 |                                |                       |      |